# Seis Naciones M20 2014
El Seis Naciones M20 de 2014 fue la séptima edición del torneo de rugby para menores de 20 años.
La selección de Francia se coronó campeona por segunda vez en categoría M20.

## Equipos participantes
- Selección juvenil de rugby de Escocia (Escocia M20)
- Selección juvenil de rugby de Francia (Francia M20)
- Selección juvenil de rugby de Gales (Gales M20)
- Selección juvenil de rugby de Inglaterra (Inglaterra M20)
- Selección juvenil de rugby de Irlanda (Irlanda M20)
- Selección juvenil de rugby de Italia (Italia M20)

## Posiciones
| Pos. | Equipo     | Encuentros | Encuentros | Encuentros | Encuentros | Tantos  | Tantos    | Tantos     | Puntos Totales |
| Pos. | Equipo     | Jugados    | Ganados    | Empatados  | Perdidos   | A favor | En contra | Diferencia | Puntos Totales |
| ---- | ---------- | ---------- | ---------- | ---------- | ---------- | ------- | --------- | ---------- | -------------- |
| 1    | Francia    | 5          | 5          | 0          | 0          | 112     | 51        | +61        | 10             |
| 2    | Inglaterra | 5          | 4          | 0          | 1          | 215     | 57        | +158       | 8              |
| 3    | Gales      | 5          | 3          | 0          | 2          | 102     | 107       | –5         | 6              |
| 4    | Irlanda    | 5          | 2          | 0          | 3          | 74      | 79        | –5         | 4              |
| 5    | Italia     | 5          | 1          | 0          | 4          | 46      | 143       | –97        | 2              |
| 6    | Escocia    | 5          | 0          | 0          | 5          | 63      | 175       | –112       | 0              |

Nota: Se otorgan 2 puntos al equipo que gane un partido, 1 al que empate y 0 al que pierda

## Resultados

### Primera fecha
| 31 de enero | Irlanda | 34 - 7 | Escocia |  |  |

| 31 de enero | Gales | 26 - 9 | Italia |  |  |

| 31 de enero | Francia | 26 - 15 | Inglaterra |  |  |

### Segunda fecha
| 7 de febrero | Escocia | 15 - 48 | Inglaterra |  |  |

| 7 de febrero | Irlanda | 0 - 16 | Gales |  |  |

| 8 de febrero | Francia | 34 - 0 | Italia |  |  |

### Tercera fecha
| 21 de febrero | Italia | 32 - 13 | Escocia |  |  |

| 22 de febrero | Inglaterra | 33 - 9 | Irlanda |  |  |

| 22 de febrero | Gales | 10 - 16 | Francia |  |  |

### Cuarta fecha
| 7 de marzo | Irlanda | 18 - 0 | Italia |  |  |

| 7 de marzo | Escocia | 13 - 18 | Francia |  |  |

| 7 de marzo | Inglaterra | 67 - 7 | Gales |  |  |

### Quinta fecha
| 14 de marzo | Francia | 23 - 13 | Irlanda |  |  |

| 14 de marzo | Italia | 5 - 52 | Inglaterra |  |  |

| 14 de marzo | Gales | 43 - 15 | Escocia |  |  |

| Bandera de Francia |
| Campeón Francia    |
| Segundo título     |